# Marco Giuseppe Peranda
Giuseppe Peranda (Macerata, battezzato il 4 aprile 1626 – Dresda, 12 gennaio 1675) è stato un musicista e compositore italiano attivo in Germania.

## Biografia
Data e luogo di nascita sono stati a lungo incogniti ed oggetto di discussione: un contemporaneo, Agostino Rossi, afferma che era nativo di Macerata ma dal suo stile musicale sembrava che fosse stato istruito a Roma, forse alla scuola di Bonifacio Graziani e Giacomo Carissimi. Alla fine del 2012 ricerche nell'archivio della cattedrale di San Giuliano a Macerata, effettuate da Paolo Paoloni e Marco Mencoboni, hanno portato al ritrovamento del certificato di battesimo datato 4 aprile 1626: era figlio di Alessandro Peranda e Francesca Ciaramora, ed era quinto di dodici figli.
È stato uno dei più famosi musicisti italiani in Germania durante il primo Barocco assieme a Vincenzo Albrici, Carlo Pallavicino e Giovanni Andrea Angelini Bontempi in Dresda.
Questi quattro Kapellmeisters italiani erano ben pagati - guadagnavano un salario annuale di 1200 Reichstalers quando Heinrich Schütz, prima del ritiro, guadagnava soli 800 Reichstalers all'anno.
Dal 1651 Perenda è un cantante contralto nella cappella di Giovanni Giorgio II di Sassonia avendo unito il suo coro con quello di suo padre. Nel 1661 Peranda diviene Vizekapellmeister e nel 1663 Kapellmeister, succedendo ad Albrici. Nel 1670 viaggia in Italia; da questo viaggio due messe e un mottetto rimangono nella residenza di Kroměříž. Nel 1672 viene nuovamente promosso, divenendo Hofkapellmeister, verosimilmente avendo Christoph Bernhard ricevuto una migliore offerta in Amburgo.
Nel 1675 Peranda muore, e non essendosi mai convertito al Luteranesimo, diversamente da altri musicisti italiani, viene seppellito nella chiesa dell'abbazia di Marienstern a Mühlberg/Elbe.

## Opere
Si ritiene che gran parte della sua opera sia stata distrutta nel bombardamento di Dresda, la conoscenza delle sue opere deriva dalle copie effettuate alla fine del Seicento da musicisti di passaggio a Dresda, copie oggi conservate in vari archivi europei. Rimangono 66 composizioni tra cui diverse opere. Si stima che solo un terzo delle sue opere siano arrivate a noi, tra cui:
- 1668: Historie des Leidens und Sterbens unsers Herrn Jesu Christi nach dem Evangelisten St. Marcum, oratorio il 20 marzo a Dresda
- 1668: Markus-Passion (Historia des Leidens und Sterbens unseres Herren Jesu Christi o Historia von der Geburt des Herrn Jesu Christi), oratorio il 25 dicembre a Dresda
- 1668: Weihnachtshistorie (perduta)
- 1671: Dafne (Opera con Giovanni Andrea Angelini Bontempi)
- 1673: Jupiter und Jo (perduta - in collaborazione con Bontempi o Constantin Christian Dedekind)
- 1675: Il sacrificio di Jefte, oratorio (detta anche Jephtha, perduta, sopravvive il libretto) a Bologna